# Pistacia aethiopica
Pistacia aethiopica es una especie de planta de flor del género pistacia, perteneciente a la familia Anacardiaceae. Se encuentra en Etiopía, Kenia, Somalia, Tanzania, Uganda, y Yemen. 

## Descripción
Es un árbol perennifolio que alcanza un tamaño de  5-15 (-20) metros de altura, rara vez es un arbusto, a menudo con troncos múltiples; el tronco alcanza hasta 0,6 m de diámetro, tiene la corteza de color marrón negruzco, fisurada. Las hojas compuestas, aromáticas, tienen de 4 a 18 folíolos, son glabras, con raquis de 10 cm de largo.

## Ecología
Se encuentra en los bosques secos de hoja perenne (a menudo con Juniperus o Olea - Euclea) o en matorrales asociados y praderas arboladas, matorrales de Buxus, bosques caducifolios con Combretum, Acacia y Barkeya en suelos de piedra caliza, arenisca o basalto, a una altitud de 900-2550 metros.

## Usos
Las ramas se utilizan como cepillos de dientes. Produce una goma de cierta importancia económica, que también se exporta (Somalia).

## Distribución
Se encuentra en una localidad conocida de Jebel Eraf (c. 13° 06’ N x 44° 15’ E), cerca de la costa de Yemen, en la Península arábiga. También localmente abundante en el sur de Etiopía.

## Taxonomía
Pistacia aethiopica fue descrita por John Ongayo Kokwaro y publicado en Kew Bulletin 34: 755. 1980.
Etimología
Pistacia: nombre genérico que según Umberto Quattrocchi dice que deriva del nombre latíno pistacia para un árbol de pistacho y del griego pistake para la núcula del pistacho. Ambas palabras aparentemente derivan a su vez de un nombre persa o árabe antiguo.
aethiopica: epíteto geográfico que alude a su localización en Etiopía.